# Valerius Gratus
Valerius Gratus a fost prefectul roman al provinciei Iudeea sub domnia împăratului Tiberius în perioada 15-26 AD. I-a succedat lui Annius Rufus și a fost înlocuit de Pilat din Pont.
Administrația lui Gratus este cunoscută în istorie mai ales din cauza deselor schimbări pe care le-a făcut în numirea marilor preoți. El l-a demis pe Ananus și i-a înlocuit pe rând pe Ishmael ben Fabus, Eleazar, fiul lui Arianus, Simon, fiul lui Camith, și Caiafa, ginerele lui Ananus.

## În cultura populară
În cartea Ben-Hur: A Tale of the Christ și în ecranizările sale, Gratus este aproape ucis de o țiglă, care este lăsată să cadă în mod accidental de către Iuda Ben-Hur, ceea ce declanșează toate evenimentele ulterioare. În roman, Gratus este prezentat ca un guvernator corupt care a acționat împotriva evreilor prin îndepărtarea preotului șef legitim al Templului, Hannas, și înlocuirea sa cu o marionetă romană, Ishmael.